# 오데사 인민공화국
오데사 인민공화국(러시아어: Одесская наро́дная респу́блика 오데스카야 나로드나야 레스푸블리카[*])은 2014년 4월 16일 우크라이나의 친러시아 시위대들이 오데사주의 정부청사를 점령하고 그곳에서 자칭 독립을 선포한 공화국이다. 오데사 외에도, 4월 14일 친러시아 분리주의자들이 도네츠크, 마리우폴, 호를리우카, 슬로우얀스크 등의 도네츠크주의 주요 도시를 점거하였다.

## 같이 보기
- 신러시아